# Muralles de l'Arboç
Les Muralles de l'Arboç són una obra del municipi de l'Arboç (Baix Penedès) declarada bé cultural d'interès nacional.

## Descripció
La muralla de tancament del nucli medieval i modern de l'Arboç estaria integrada actualment a la zona interior de les cases de diversos carrers de la vila; alguns dels murs posteriors d'aquestes podrien aprofitar o assentar-se al damunt les restes de la muralla. Formen part de la muralla les seves torres, portals d'accés, fossats i altres elements defensius associats, així com les reparacions i modificacions d'època moderna. Se'n conserven restes al subsòl localitzades durant intervencions arqueològiques, així com possibles restes integrades actualment a l'urbanisme de la ciutat.
El seu perímetre hipotèticament discorreria pels carrers Rafael de Casanova (tancament nord), Rambla Josep Gener (oest), Carrer de la Muralla (sud) i Avinguda Mossèn Cinto Verdaguer.
Com a conseqüència d'una intervenció arqueològica preventiva realitzada l'any 2010 a la zona de la plaça d'Antonio Machado s'hi ha pogut delimitar un possible camí i un tram de la muralla medieval amb un fossat que hauria estat amortitzat posteriorment, en època moderna.
A la zona de la plaça de la Badalota es va fer un altre sondeig dins l'edifici del restaurant Pelayo on es localitza una altra part del fossat amortitzat al segle xvii. En aquest punt no s'ha obtingut el perfil complet del fossat.